# Salimah Aga Khan
Sarah Frances Croker-Poole, por matrimonio princesa Salimah Aga Khan (Nueva Delhi, 28 de enero de 1940), es una filántropa británica conocida internacionalmente por sus labores altruistas a favor del bienestar infantil y haber sido nombrada embajadora de los niños por SOS-Kinderdorf International. Fue la primera esposa del príncipe Karim Aga Khan (Aga Khan IV), imán de los musulmanes ismaelitas desde 1957 y hasta su fallecimiento en 2025, con quién contrajo nupcias en 1969.

## Biografía

### Primeros años
Nació el 28 de enero de 1940 en Nueva Delhi, Raj británico, como Sarah Frances Croker-Poole, hija del teniente coronel Arthur Edward Croker-Poole, oficial de caballería del gobierno británico. En su juventud se dedicó al modelaje, alcanzando reconocimiento en los años 1960 y llegando a obtener altos ingresos, uno de sus trabajos más destacados fue ser la imagen de la marca de cosméticos Ponds.

### Vida privada
Su primer esposo fue lord James Charles Crichton-Stuart, un noble inglés con quien se casó en 1959, divorciándose posteriormente en 1967. Conoció al príncipe Karim Aga Khan en una fiesta de año nuevo en Saint Moritz en 1968 y contrajeron matrimonio el 20 de octubre de 1969 en París, ella se convirtió al Islam cambiando su nombre por Salimah, durante su matrimonio con el Aga Khan su nombre oficial fue Su Alteza Begum Salimah. Se divorciaron amistosamente en marzo de 1995, según el acuerdo, ella retuvo el título de princesa y obtuvo la cantidad de £ 30 millones.
Ese mismo año provocó una polémica, cuando anunció su propósito de subastar en la casa Christie's su colección de joyas, incluyendo el famoso diamante Begum Blue, para financiar sus obras de beneficencia. Los abogados del Aga Khan emprendieron una batalla legal para evitar la venta, alegando que según el acuerdo de divorcio las joyas eran intransferibles. La corte permitió la subasta de la mayor parte del lote y ordenó la venta de algunas piezas al Aga Khan. La subasta se llevó a cabo en Ginebra, Suiza, el 13 de noviembre de 1995 obteniéndose U$S 27 millones.
Actualmente vive en Londres con Phillipe Lizop, el abogado francés que se encargó de los términos de su divorcio.

### Hijos
Con el Aga Khan tuvo 3 hijos:
- Zahra Aga Khan (n. 18 de septiembre de 1970).
- Rahim Aga Khan (n. 12 de octubre de 1971).
- Hussain Aga Khan (n. 10 de abril de 1974).

## Carrera caritativa
Es reconocida como activista por el bienestar infantil y cómo benefactora de las Aldeas Infantiles SOS (SOS-Kinderdorf International), del cual fue nombrada primera embajadora de los niños en el año 2000. Cómo parte de sus actividades en pro del bienestar ha visitado refugios afganos en Pakistán, así como a las víctimas del terremoto del 2005.
En 2005 fue nombrada parte del jurado que otorga el Premio Humanitario Conrad N. Hilton. También se mantiene activa en la Aga Khan Development Network.